# Campo de la Gloria
El Campo de la Gloria es un parque histórico en la ciudad de San Lorenzo, de la Provincia de Santa Fe, Argentina. Fue declarado Monumento Histórico Nacional por la ley Nº 12.648 el 2 de octubre de 1940.
Está ubicado frente al Convento de San Carlos, lugar donde se desarrolló el combate de San Lorenzo el 3 de febrero de 1813, único combate en territorio argentino que libró el coronel de caballería José de San Martín, quien tuvo bajo sus órdenes al Regimiento de Granaderos a Caballo.

## Estilo
Las gradas de acceso nos llevan a un conjunto de nueve prismas de concreto que recuerdan el lugar de origen de los granaderos caídos: Francia, Uruguay y Chile, y las provincias argentinas de Corrientes, Santiago del Estero, La Rioja, Córdoba, San Luis y Buenos Aires. Cada uno de estos pilares tiene una capa donde se muestra el nombre del granadero fallecido y una granada activada, símbolo de los granaderos.
Además, estos pilares están rodeados por dieciséis mástiles menores con la bandera nacional, rindiendo homenaje a los dieciséis caídos. Estos mástiles terminan en punta como una lanza, en recuerdo a los lanceros de los dos bandos enemigos.
Cruzando el parque hay dos alas estilizadas de concreto, que simbolizan las dos alas en la que el general San Martín sorprendió a las tropas realistas. En su cara anterior un fragmento del parte de batalla. Una llama votiva expresa el homenaje permanente de la argentinidad a los héroes de San Lorenzo.
Anteriormente, allí se situaba un ejemplar del Pino Histórico, donde San Martín descansó luego de la batalla y dictó el parte de guerra a Buenos Aires, que fue arrasado por el tornado del 29 de agosto de 1993. El 9 de julio de 2011, el intendente Leonardo Raimundo plantó en el parque un hijuelo del mismo árbol.